# Nombre polyédrique
En arithmétique géométrique, un nombre polyédrique est un nombre figuré comptant des points disposés régulièrement dans un polyèdre.

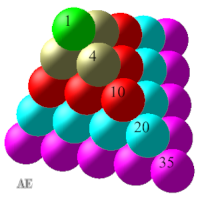
Exemple de réalisation d'un nombre 3-pyramidal, ou nombre tétraédrique.

## Cas des pyramides
Le n-ième nombre k-pyramidal est la somme des nombres k-gonaux d'indices 1 à {\displaystyle n} :

## Cas des polyèdres réguliers

### Formules
Si l'on note {\displaystyle P_{n}} le nombre de points à l'étape {\displaystyle n} où il y a {\displaystyle n} points dans chaque arête extérieure du polyèdre, on a les formules :
| Nombre polyédrique   | {\displaystyle P_{n}}                    | Les dix premiers nombres                         | Rang OEIS               |
| -------------------- | ---------------------------------------- | ------------------------------------------------ | ----------------------- |
| Nombre tétraédrique  | {\displaystyle {\frac {n(n+1)(n+2)}{6}}} | 1, 4, 10, 20, 35, 56, 84, 120, 165, 220          | suite A000292 de l'OEIS |
| Nombre cubique       | {\displaystyle n^{3}}                    | 1, 8, 27, 64, 125, 216, 343, 512, 729, 1000      | suite A000578 de l'OEIS |
| Nombre octaédrique   | {\displaystyle {n(2n^{2}+1) \over 3}}    | 1, 6, 19, 44, 85, 146, 231, 344, 489, 670        | suite A005900 de l'OEIS |
| Nombre dodécaédrique | {\displaystyle {n(3n-1)(3n-2) \over 2}}  | 1, 20, 84, 220, 455, 816, 1330, 2024, 2925, 4060 | suite A006566 de l'OEIS |
| Nombre icosaédrique  | {\displaystyle {n(5n^{2}-5n+2) \over 2}} | 1, 12, 48, 124, 255, 456, 742, 1128, 1629, 2260  | suite A006564 de l'OEIS |

### Principe d'obtention de ces formules
On considère un polyèdre régulier à S sommets, A arêtes, et F faces k-gonales et dont les sommets sont de degré d  ({k,d} est le symbole de Schläfli) : Supposons que la figure de l'étape {\displaystyle n-1} soit construite ; on obtient la figure de l'étape {\displaystyle n} en ajoutant,, :
- {\displaystyle S-1} nouveaux points situés aux {\displaystyle S-1} nouveaux sommets,

- {\displaystyle (n-2)(A-d)} nouveaux points situés à l'intérieur des {\displaystyle A-d} nouvelles arêtes,
- {\displaystyle (P_{k,n}-k(n-1))(F-d)} nouveaux points situés à l'intérieur des {\displaystyle F-d} nouvelles faces, {\displaystyle P_{k,n}} étant le nombre  le nombre k-gonal d'ordre {\displaystyle n}.

Si l'on note {\displaystyle P_{n}} le nombre de points à l'étape {\displaystyle n}, on a donc {\displaystyle P_{n}-P_{n-1}=(S-1)+(A-d)(n-2)+(F-d)(P_{k,n}-k(n-1))}.
Partant de {\displaystyle P_{0}=0}, on obtient donc {\displaystyle P_{n}} en écrivant {\displaystyle P_{n}=\sum _{k=1}^{n}(P_{k}-P_{k-1})}.
Avec les formules valables pour les 5 polyèdres réguliers, {\displaystyle S={\frac {4k}{D}},A={\frac {2kd}{D}},F={\frac {4d}{D}}}, où {\displaystyle D=2(k+d)-kd}, on obtient {\displaystyle P_{n+1}-P_{n}={\frac {d(k-2)^{2}(d-2)}{2D}}n^{2}+{\frac {d(k-2)}{2}}n+1}.

## Cas des polyèdres réguliers tronqués
Si à chacun des S sommets de la construction précédente à l'étape {\displaystyle 3n-2}  on ôte une pyramide à base d'ordre d à l'étape {\displaystyle n-1}, on obtient les nombres polyédriques réguliers tronqués : {\displaystyle PT_{n}=P_{3n-2}-S.P_{n-1}^{(d)}} où {\displaystyle P_{n-1}^{(d)}} est le nombre pyramidal d-gonal d'ordre {\displaystyle n-1}.
| Nombre polyédrique tronqué   | {\displaystyle PT_{n}}                                    | Les 5 premiers nombres   | Rang OEIS               |
| ---------------------------- | --------------------------------------------------------- | ------------------------ | ----------------------- |
| Nombre tétraédrique tronqué  | {\displaystyle {\frac {n(23n^{2}-27n+10)}{6}}}            | 1, 16, 68, 180, 375      | suite A005906 de l'OEIS |
| Nombre cubique tronqué       | {\displaystyle {\frac {77n^{3}-162n^{2}+112n-24}{6}}}     | 1, 56, 311, 920, 2037    | suite A005912 de l'OEIS |
| Nombre octaédrique tronqué   | {\displaystyle 16n^{3}-33n^{2}+24n-6}                     | 1, 38, 201, 586, 1289    | suite A005910 de l'OEIS |
| Nombre dodécaédrique tronqué | {\displaystyle {\frac {709n^{3}-1701n^{2}+1334n-336}{6}}} | 1, 200, 1250, 3860, 8739 |                         |
| Nombre icosaédrique tronqué  | {\displaystyle {\frac {123n^{3}-291n^{2}+234n-64}{2}}}    | 1, 112, 670, 2044, 4603  |                         |

## Cas des polyèdres réguliers augmentés
Si à chacune des F faces de la construction des nombres polyédriques réguliers à l'étape {\displaystyle n}  on ajoute une pyramide à base d'ordre k à l'étape {\displaystyle n-1}, on obtient les nombres polyédriques réguliers augmentés: {\displaystyle PA_{n}=P_{n}+F.P_{n-1}^{(k)}}.
Par exemple, dans le cas de l'octaèdre, on obtient les nombres "stella octangula" :{\displaystyle SO_{n}=O_{n}+8P_{n-1}^{(3)}={\frac {n(2n^{2}+1)}{3}}+{\frac {4n(n^{2}-1)}{3}}=n(2n^{2}-1)}, suite A007588 de l'OEIS.
Dans le cas du cube on obtient les nombres {\displaystyle n^{3}+6{\frac {n(n-1)(2n-1)}{6}}=n(3n^{2}-3n+1)}, égaux aux nombres prismatiques hexagonaux centrés, suite A005915 de l'OEIS.